# Empörung (Film)
Empörung (Originaltitel: Indignation) ist ein US-amerikanisches Filmdrama von James Schamus, das am 24. Januar 2016 im Rahmen des Sundance Film Festivals seine Premiere feierte. Der Film basiert auf dem gleichnamigen Roman des amerikanischen Schriftstellers Philip Roth aus dem Jahr 2008 und feierte im Rahmen der Berlinale 2016 in der Sektion Panorama Special seine Deutschlandpremiere. Der Film kam am 29. Juli 2016 in ausgewählte US-amerikanische Kinos.	

## Handlung
Im Jahr 1951 lebt Marcus Messner, der Sohn eines bescheidenen Metzgers, in Newark. Marcus verlässt, weil er gute Noten hat und sich auf diesem Wege auch der paranoiden Fürsorge seines Vaters entziehen kann, seine Heimatstadt, um an einer kleinen, konservativen Universität, dem Winesburg College in Ohio, zu studieren. Dort ist Marcus einer der wenigen jüdischen Studenten, und ihm wird ein Zimmer mit zwei anderen Juden zugewiesen.
Einer seiner neuen Mitbewohner ist Bertram Flusser, der von klassischer Musik, Shakespeare und Theater besessen ist. Obwohl ihn beide Mitbewohner mögen, pflegt Marcus zu ihnen ein distanziertes Verhältnis, da er nie gelernt hat, Liebe, sei es von seinen Eltern oder seinen Freunden, zu akzeptieren. In Olivia, die er am College kennenlernt und die dafür sorgt, dass Marcus seinen ersten Orgasmus erlebt, verliebt sich Marcus jedoch, und Olivia teilt seine freie Denkweise. Schnell legt sich der Idealist mit der Verwaltung, insbesondere dem Dekan, an. Er sieht sich antisemitischen Anfeindungen ausgesetzt und muss auch sexuelle Repressalien über sich ergehen lassen.
Seine durch die Hysterie der McCarthy-Ära ausgelöste Angst, bei einem Verweis das College verlassen zu müssen und in den Koreakrieg einberufen zu werden, führt dazu, dass Marcus verunsichert ist und sogar seine erste große Liebe verrät.

## Produktion

### Literarische Vorlage und Stab

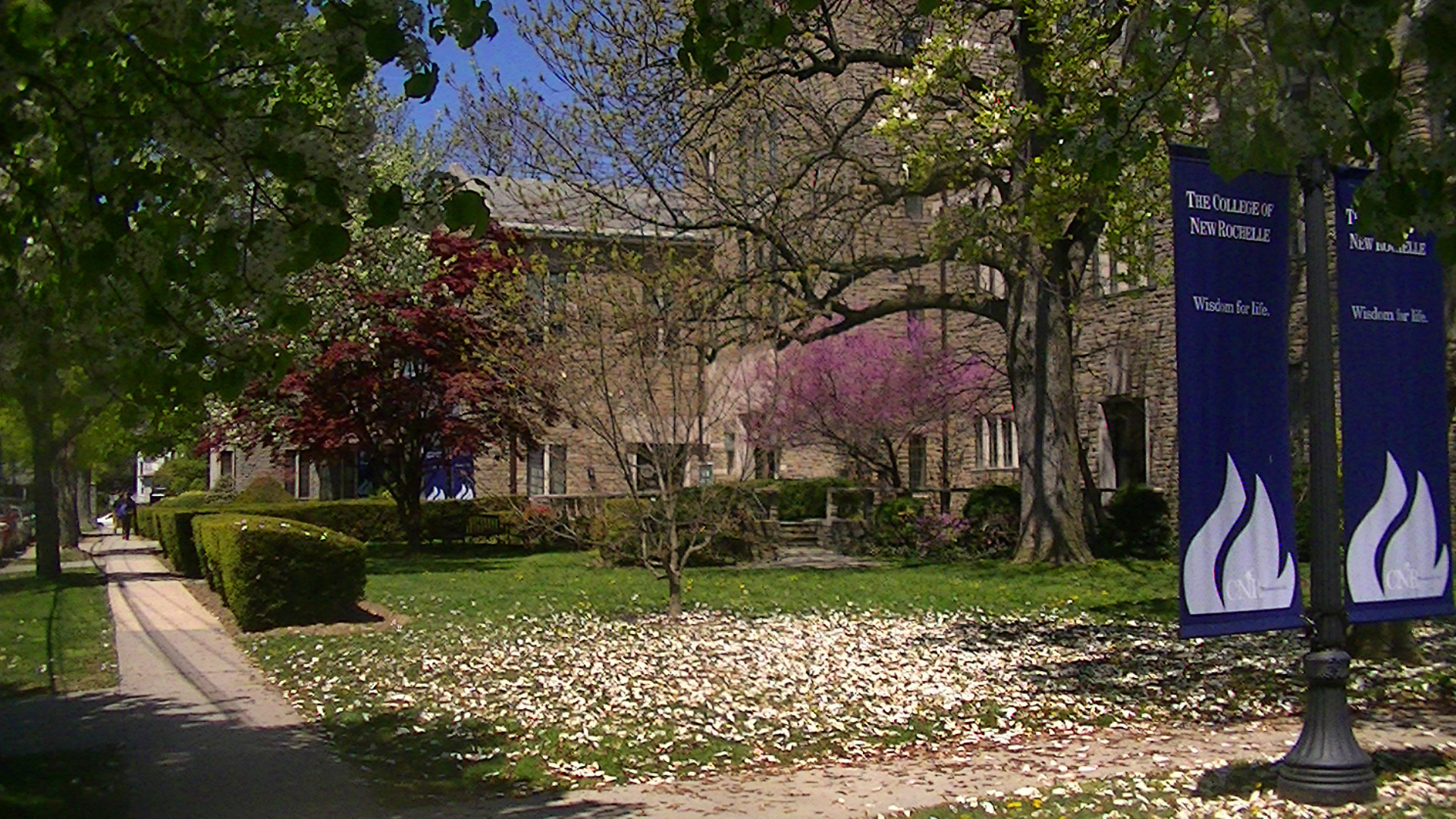
Der Film wurde am New Yorker College of New Rochelle gedreht, wie hier an der Gill Memorial Library

Es handelt sich bei dem Roman Empörung von Philip Roth, der dem Film als Vorlage diente, um  ein sehr persönliches Werk des Autors, der darin seine eigenen Erfahrungen aus den 1950er Jahren am College fiktionalisierte. Der Roman war unter dem Sammeltitel Nemeses entstanden, und die thematisch verwandten Romane stehen unter der Frage, wie sich das Individuum gegen die Lebensumstände behauptet und welche zum Teil tödlichen Auswirkungen seine Entscheidungen haben.
Regie führte James Schamus, der auch die Arbeiten am Drehbuch übernahm. Es handelt sich um das Regiedebüt von Schamus. Auch wenn sich der Film in den wesentlichen Zügen an der Romanvorlage orientiert, hat sich Schamus die Freiheit genommen, einzelne Figuren zusammenzuschreiben und auf bestimmte Szenen, so beispielsweise die große Schneeballschlacht mitsamt Schlüpfersturm gegen Ende, zu verzichten. Schamus sagte, anders ginge es nicht, möchte man aus einem Buch einen Film machen.

### Besetzung, Dreharbeiten und Filmmusik

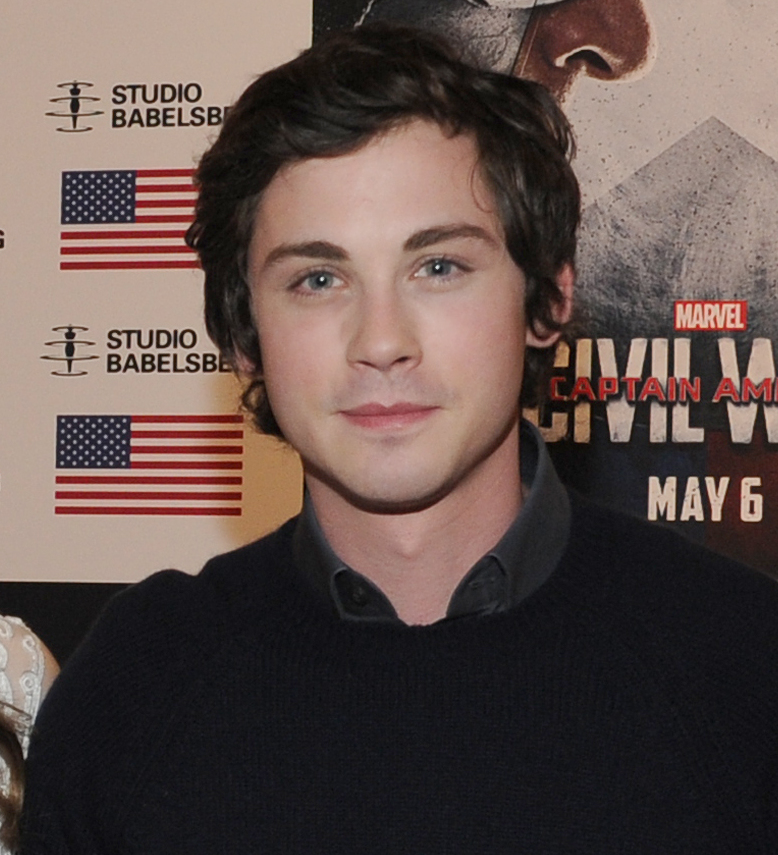
Logan Lerman übernahm die Hauptrolle von Marcus Messner

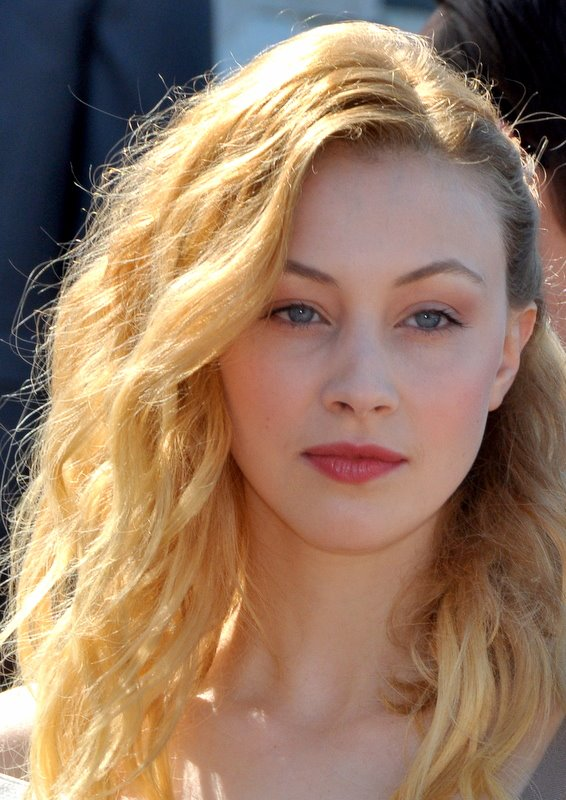
Sarah Gadon besetzte die Rolle von Olivia Hutton

Die Rolle von Marcus Messner, dem Protagonisten des Films, wurde mit Logan Lerman besetzt. Ben Rosenfield übernahm die Rolle von Marcus’ Mitbewohner Bertram Flusser, der von klassischer Musik, Shakespeare und Theater besessen ist. Die Rolle von Olivia Hutton, in die sich Marcus im Film verliebt, wurde mit Sarah Gadon besetzt.
Die Dreharbeiten fanden im Sommer 2015 am New Yorker College of New Rochelle in New Rochelle und einem Restaurant in Whitestone statt.
Die Filmmusik stammt von Jay Wadley, der an der Yale School of Music klassische Komposition studiert hatte. Es war der erste Spielfilm für den Wadley die Filmmusik komponierte und nach einer langen Zeit die erste Musik, die er für ein echtes Orchester komponierte. Ethan Anderton von slashfilm.com spricht von einer großartigen Filmmusik mit vielen Streichern und Aufwallungen, die gut zur klassischen Ästhetik und dem Storytelling des Films passe. Der Soundtrack zum Film umfasst 28 Lieder und wurde am 29. Juli 2016 von Nettwerk veröffentlicht. Im Dezember 2016 wurde der Soundtrack als Anwärter bei der Oscarverleihung 2017 in der Kategorie Beste Filmmusik in die Kandidatenliste (Longlist) aufgenommen, aus denen die Mitglieder der Akademie die offiziellen Nominierungen bestimmen werden.

### Veröffentlichung
Der Film feierte am 24. Januar 2016 beim Sundance Film Festival seine Premiere und wurde im Rahmen der Berlinale 2016 in der Sektion Panorama Special erstmals in Deutschland gezeigt. Am 16. Februar 2017 kam der Film offiziell in die deutschen Kinos.

## Rezeption

### Altersfreigabe
Der Film ist in Deutschland FSK 12. In der Freigabebegründung heißt es: „Einzelne Darstellungen von Sexualität sowie von psychischer und physischer Gewalt können zwar auf Kinder unter 12 Jahren eine überfordernde Wirkung haben, doch bereits 12-Jährige sind in der Lage, sich ausreichend zu distanzieren. Da die Inszenierung dezent ist, sowie das historische Setting und viele ruhige Passagen für Entlastung sorgen, besteht für sie nicht das Risiko einer Beeinträchtigung.“

### Kritiken
Der Film konnte 82 Prozent der Kritiker bei Rotten Tomatoes überzeugen (von insgesamt 111 Kritikern, Stand 25. November 2016).
Gerhard Midding von epd Film erklärte, der Film spiele in jenem adretten Zeitalter, das vor der Erfindung der Jugendkultur liege: „Erotische Signale sind noch züchtig, der Sex findet unterhalb des Bildkaders statt.“ Die McCarthy-Ära, so Midding, werde zwar mit keinem Wort angesprochen, ihr Klima sei jedoch allgegenwärtig. Das Herzstück des Films sei jedoch Marcus’ Auseinandersetzung mit dem sittenstrengen Dekan.

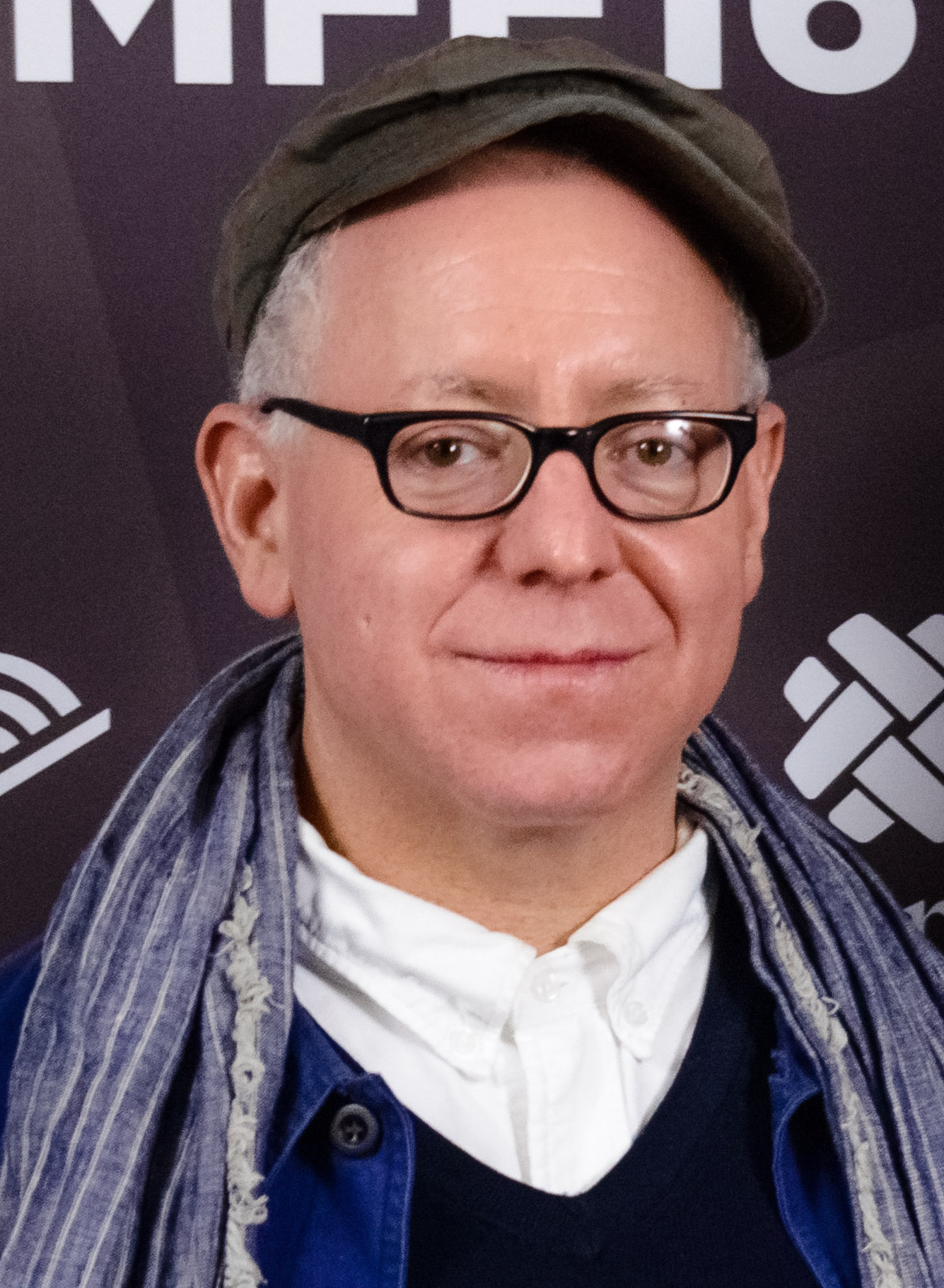
James Schamus beim Montclair Film Festival 2016

Richard Kämmerlings von Welt Online meinte, die Verfilmung treffe das Hier und Heute, und Anlass für Empörung sei nicht nur in der Darstellung der Ära in den 1950er Jahren zu erkennen, in der das Denken in Freund-Feind-Kategorien und die Ausgrenzung alles vermeintlich „Unamerikanischen“ erste Bürgerpflicht war, sondern auch im Umgang mit Depressionen und anderen psychischen Krankheiten, die im Film gelegentlich an die Oberfläche dringen: „Die labile und suizidgefährdete Olivia Hutton […] ist der einzige Mensch, der Messner versteht, aber als Geliebte und potenzielle Ehefrau ist sie in ihrer Haltlosigkeit zugleich eine Bedrohung seiner Ambitionen und Seelenruhe.“
Thomas Abeltshauser von der Berliner Morgenpost äußerte sich über den Film: „Ein interessantes Thema, doch das Problem des Films ist, dass der Drehbuchautor Schamus immer Oberhand behält über den späten Regiedebütanten Schamus. Die Geschichte ist sehr altmodisch und dialoglastig inszeniert, vieles wird mehrfach gesagt und gezeigt.“ Peter Debruge von Variety sah dies anders: „Auch wenn der Film Schamus’ Regiedebüt sein mag, ist er kein Amateur, und seine Erfahrungen und seine Energie scheint er auf seinen 19-jährigen Protagonisten übertragen zu haben.“
Scott Feinberg von The Hollywood Reporter erkannte in Schamus hingegen einen potentiellen Oscar-Kandidaten in der Kategorie Beste Regie, in Logan Lerman einen möglichen Besten Hauptdarsteller und in Tracy Letts und Sarah Gadon zwei Beste Nebendarstellerinnen.

### Einspielergebnis
Die weltweiten Einnahmen des Films liegen derzeit bei 3,9 Millionen US-Dollar (Stand 2. Februar 2017).

### Auszeichnungen
Seattle Film Critics Awards 2017
- Nominierung als Bester Schauspieler (Logan Lerman)